# Skilaks
Skilaks iz Karijande (grško Σκύλαξ ὁ Καρυανδεύς, Skílaks ò Kariandeís) je bil grški raziskovalec in pisec iz poznega 6. ali zgodnjega 5. stoletja pr. n. št. Njegovi spisi so izgubljeni, vendar občasno citirani v delih  kasnejših grških in rimski avtorjev. Peripel, včasih imenovan Skilaksov peripel, pravzaprav ni njegov. Tako imenovani Psevdo-Skilaksov peripel je približno v zgodnjih 330. letih pr. n. št. napisal neznan avtor, ki je deloval v okviru postplatonske akademije in/ali aristotelovskega peripatosa (liceja) v Atenah.   

## Raziskovanje
Skilaks je bil iz Karijande, majhnega mesta na otoku blizu Iasosa v Mali Aziji. Po poreklu je bil verjetno Karijec, ki je morda poznal grščino in v tem jeziku pisal svoje zapise. O njem ni veliko znanega, razen nekaj drobnih podatkov, ki so jih posredovali kasnejši grški pisci. Herodot ga imenuje "pomorski kapitan iz Jonije". Skilaks naj bi po naročilu ahemenidskega cesarja Dareja I. (522–486 pr. n. št.) plul po reki Ind in nato okoli Arabskega polotoka, da bi dosegel Suez. Herodot o tem pripoveduje: 
Darej je bil odkritelj večjega dela Azije. Ker je želel izvedeti, kje se Ind (edina reka s krokodili, razen še ene) izliva v morje, je poslal tja več mož, na katere se je lahko zanesel. In med njimi Skilaksa iz Karijande, da odplujejo po reki. Odpravili so se iz mesta Kaspatirus v regiji, imenovani Paktika, in odpluli navzdol proti vzhodu do morja. Tu so se obrnili proti zahodu in po tridesetmesečnem potovanju dosegli kraj, od koder je egipčanski  kralj ... poslal Feničane, da obplujejo Libijo. Ko je bilo potovanje končano, je Darej osvojil Indijce in izkoristil morje v tistih delih. Tako je bilo ugotovljeno, da ima vsa Azija, razen vzhodnega dela, enake značilnosti kot Libija.
- Herodot, Zgodbe 4.44
Ob tej pripovedi se je pojavilo več vprašanj. Mesto Kaspatirus in država Paktika nista bila najdena na nobeni znani lokaciji. Ob predpostavki, da sta nekje v bližini Gandare, ki je bila pod oblastjo ahemenidskega cesarja, ni jasno, kako je lahko Skilaks sestavil floto plovil v državi brez izhoda na morje. Še pomembneje je, da Ind ne teče proti vzhodu, temveč proti jugozahodu. Nekateri komentatorji so zato dvomili, da se je Skilaksovo potovanje sploh zgodilo. Te dvome so zdaj razblinila  izkopavanja v Suezu, ki potrjujejo Skilaksovo poročilo in Darejevo kasnejšo osvojitev Sindha.
Znanstveniki so za Kaspatirus in državo Paktiko izdelali več razlag. David Bivar je opazil, da je kasnejši grški pisec Hekataj ime Kaspatirus zapisal kot Kaspapirus. Zdi se, da sta obe imeni zapisani napačno in bi se morali pisati Paskapirus, kar je grško ime mesta Pešavar. Domneva se, da je Skilaks plul proti vzhodu po reki Kabul in se na sotočju z Indom blizu Attocka obrnil proti jugu. Misel, da Ind teče proti vzhodu, je verjetno napaka Herodota ali njegovega vira.
Strokovnjaki trdijo, da Skilaksova ekspedicija ni bila zgolj raziskovanje, temveč bolj izvidovanje za prihodnja Darejeva osvajanja. Olmstead jo je označil celo za "vohunsko" ekspedicijo.  Trajala je trideset mesecev. Zdi se, da je Darej kmalu zatem k svojemu imperiju dodal dežele, ki jih je raziskoval Skilaks. Svojo novo provinco je imenoval Hinduš. Grški pisci so jo imenovali Indija. Obseg province ni natančno znan. Iz Herodotovega opisa, da leži zahodno od puščave (puščava Thar), jo omejuje v bistvu na Sindh, se pravi porečje srednjega in spodnjega Inda.
Darej je naročil tudi dokončanje prekopa, ki je povezal Nil z Rdečim morjem, in v svojem napisu zapisal: 
Ukazal sem izkopati kanal od Nila do morja, ki gre iz Perzije. Potem je bil ta kanal [izkopan] tako, kot sem ukazal, in [ladje] so po tem prekopu plule iz Egipta  v Perzijo, kot je bila moja [volja].

## Dela
Skilaks je napisal poročilo o svojih potovanjih, morda z naslovom Periplus (Obkroženje), in naj bi ga posvetil Dareju I. Delo se je izgubilo, razen sedmih navedkov kasnejših piscev. Ohranjeni navedki kažejo, da Periplus ni bil zgolj ladijski dnevnik, ampak je vseboval tudi zapise o ljudeh, pokrajinah, naravnih razmerah in morda tudi o političnih zadevah. Znanstvenik Klaus Karttunen meni, da bi lahko bil napisan v grščini. V tem primeru bi bil med prvimi deli, napisanimi v grški prozi. Delo je vplivalo na Hekataja. Zanj je vedel tudi Herodot, čeprav ga sam morda dejansko ni videl.
Ohranjeni navedki so videti pravljični. Eden govori o trogloditih (prebivalci jam), drugi o monoftalmikih (enookih ljudeh), tretji o henotiktontih (ljudje, ki ustvarijo samo enega potomca). Po Tzetzesu je Skilaks trdil, da so vse te stvari resnične in ne izmišljene. Znanstvenik R.D. Milns meni, da je Skilaks verjetno zapisoval zgodbe, ki jih je slišal od domorodcev, in jih v dobri veri sprejel.
Skilaksov Periplus je zahodu posredoval prvo poročilo o ljudeh na vzhodu in služil kot zgled kasnejšim grškim piscem. Z njim je Indija dobila svoje ime.  Prebivalce porečja Inda so Perzijci imenovali Hiduš. Če bi Skilaks pisal v jonskem narečju grščine, ki ne izgovarja začetnega h, bi se ime preoblikovalo v Indos (množina Indoi). Njihova dežela bi se imenovala Indike. Herodot je te izraze uporabljal kot enakovredne perzijskim izrazom, vendar jih je posplošil na vse prebivalce vzhodno od Perzije, kar je povzročilo precejšnje dvoumnosti.
V antičnem svetu je bil Skilaks slavna oseba. Strabon ga omenja kot "staroveškega pisca". Suda, obsežna bizantinska enciklopedija iz 10. stoletja, omenja,  da je, "verjetno v desetletjih okoli leta 480 pr. n. št.", napisal življenjepis svojega sodobnika Heraklida iz Milasa, omenjenega  v Herodotu 5.121.

## Opomba
1. ↑  Fragment Atanajevih zapisov navaja Skilaksa, ki opisuje, da Ind teče med visokimi pečinami, pokritimi z divjim gozdom in trnastim rastlinjem. Opis ustreza soteski Attock.[6]

### Antični viri
- Herodot, Zgodbe, 4.44
- Aristotel, Politika, 7.13.2
- Suda, s.v. Σκύλαξ Arhivirano 2018-10-04 na Wayback Machine.